# 3221 Changshi
3221 Changshi è un asteroide della fascia principale. Scoperto nel 1981, presenta un'orbita caratterizzata da un semiasse maggiore pari a 2,2038567 UA e da un'eccentricità di 0,1536093, inclinata di 3,65304° rispetto all'eclittica.